# Ernst Friedberger
Ernst Friedberger (Gießen, 17 maggio 1875 – Berlino, 25 gennaio 1932) è stato un immunologo e igienista tedesco.

## Biografia
Nel 1899 conseguì il dottorato in medicina presso l'Università di Giessen e nel 1901 divenne assistente presso l'Università di Königsberg, dove nel 1903 intraprse l'abilitazione come docente di igiene. Nel 1908 raggiunse la direzione di terapia sperimentale presso l'Istituto di farmacologia dell'Università di Berlino. Dal 1915 al 1926 fu professore di igiene all'Università di Greifswald, e successivamente direttore del Preußischen Forschungsinstituts für Hygiene und Immunitätslehre (Istituto di ricerca di igiene e immunologia) a Berlino-Dahlem.
Friedberger è ricordato per le sue indagini sull'anafilassi. Dimostrò che la disposizione specifica tra antigene, anticorpo e complemento è accompagnata dalla produzione di anafilotossina.
Più tardi nella sua carriera, affrontò vari aspetti del sistema immunitario che coinvolgono i patogeni batterici, con ricerche epidemiologiche e con problemi di igiene relativi all'abbigliamento, alle abitazioni, ecc.

## Opere
- Über Kriegsseuchen einst und jetzt, ihre Bekämpfung und Verhütung. 1917
- Zur Entwicklung der Hygiene im Weltkrieg, 1919.
- Untersuchungen über Wohnungsverhältnisse, insbes. über Kleinwohnungen und deren Mieter in Greifswald, 1923.
- Diphtherieepidemien der letzten Jahre, das Heilserum und die Schutzimpfung, 1931.[2]